# Beffroi de Dieulefit
Le beffroi de Dieulefit ou tour de l'Horloge, est un beffroi situé à Dieulefit en France.

## Protection
Il est inscrit au titre des monuments historiques depuis le 13 juillet 1926.